# باشگاه فوتبال لانس
باشگاه فوتبال آر سی لانس (به فرانسوی: Racing Club de Lens) یک باشگاه فوتبال در شهر لانس در فرانسه می‌باشد که در لیگ ۱ فرانسه بازی می‌کند. این باشگاه در فصل ۲۰۲۲_۲۰۲۳توانست نایب قهرمان لیگ ۱ فرانسه شود
این باشگاه در سال ۱۹۰۶ تأسیس شده‌است. باشگاه لانس تاکنون پنج بار به عنوان نایب قهرمانی دست یافته است، که آخرین آنها در فصل ۲۰۲۲_۲۰۲۳ بود که قهرمانی لیگ ۱ را با یک امتیاز اختلاف به پاریس-سن ژرمن باخت. این باشگاه یک رقابت سنتی و دربی با باشگاه لیل دارد.